# Matt Hardy

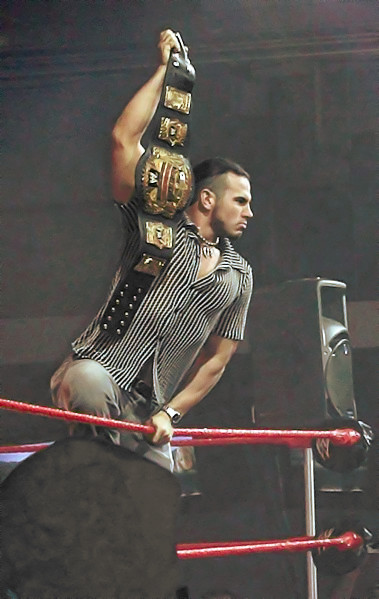
Matt jako Cruiserweight Champion

Matthew Moore „Matt” Hardy (ur. 23 września 1974) – amerykański  profesjonalny wrestler.
Na początku kariery walczył w Organization of Modern Extreme Grappling Arts (OMEGA). W WWE zadebiutował 23 maja 1994. W 1998 stworzył tag team z Jeffem Hardy jako The Hardy Boyz. 5 maja wygrali swój pierwszy tytuł jakim były pasy WWF Tag Team Championship. W 2000 do ich tag teamu dołączyła Lita. Wraz z nią tworzyli Team Xtreme. Od 2001 rozpoczął karierę singlową i zdobył European Championship. Rok później ponownie tworzył tag team z Jeffem. Wygrali wówczas dwukrotnie pasy WWF Tag Team Championship i WCW Tag Team Championship. W 2003 zdobył pas Cruiserweight Championship.
11 kwietnia 2005 został wyrzucony z WWE (powrócił 1 sierpnia 2005). 21 listopada 2006 wraz z bratem ponownie stworzyli tag team The Hardys, zdobywając World Tag Team Championship.
27 kwietnia 2007 Hardy zdobył United States Championship, natomiast 20 lipca 2008 został ECW Championem. W październiku 2010 na własnych warunkach odszedł z WWE, zawieszając karierę zapaśniczą. 9 stycznia 2011 na gali PPV Genesis federacji TNA, Hardy powrócił jako „tajemniczy przeciwnik”, z którym walczył Rob Van Dam (RVD). Matt wygrał swoją walkę, jednocześnie dołączając do federacji TNA.
W 2011 r. został zwolniony z TNA i zawiesił karierę zapaśniczą.
W 2016 r. wraz ze swoim bratem prowadził rywalizację, po czym zaczął występować w nowym gimmicku zwanym „BROKEN”.
2 kwietnia 2017 r. Powrócił do WWE na Wrestlemanii XXXIII wraz z Jeffem Hardym  wygrywając pasy WWE RAW Tag Team Championship.
4 grudnia 2017 r. rozpoczął feud z Brayem Wyattem i zaczął tym samym występować w gimmicku  „WOKEN”. Jest to wersja gimmicku „BROKEN” używana w federacji Vince'a McMahona.
W 2020 roku podpisał kontrakt z All Elite Wrestling. Podczas gali Double or Nothing 2020 walczył w Stadium Stampede, w którym stanął po stronie The Elite.

## Osiągnięcia
World Wrestling Entertainment/World Wrestling Federation
- WCW Tag Team Championship
- WWF European Championship
- WWF Hardcore Championship
- WWF/E World Tag Team Championship (6 razy)
- WWE Cruiserweight Championship
- ECW Championship
- WWE Tag Team Championship
- WWE United States Championship
- WWE Raw Tag Team Championship (2 razy,obecnie)  z Jeffem Hardym,(1 raz), z Brayem Wyattem (1 raz, obecnie)
- Zwycięzca Andre The Giant Memorial Battle Royal 2018

Total Nonstop Action Wrestling
- TNA World Heavyweight Championship
- TNA World Tag Team Championship -z Jeff Hardy
- TNA World Tag Team Championship #1 Contenders Tournament (2014) -z Jeff Hardy
- Match of the Year (2014) – with Jeff Hardy vs The Wolves vs Team 3D in Full Metal Mayhem on October 8, 2014

Organization of Modern Extreme Grappling Arts
- OMEGA Heavyweight Championship
- OMEGA Tag Team Championship -z Jeff Hardy

NWA 2000
- NWA 2000 Tag Team Championship

National Championship Wrestling
- NCW Heavyweight Championship
- NCW Light Heavyweight Championship (2 razy)

New England Wrestling Alliance
- NEWA Championship

Dimension Wrestling
- NDW Light Heavyweight Championship

New Frontier Wrestling Association
- NFWA Championship
- NFWA Tag Team Championship

WrestleCade
- WrestleCade Heavyweight Championship

Pro Wrestling Syndicate
- PWS Heavyweight Championship

Pro Wrestling South
- PWS Heavyweight Championship

Maryland Championship Wrestling
- MCW Heavyweight Championship
- Extreme Rising World Championship

Future Stars of Wrestling
- FSW Heavyweight Championship